# Động vật hút dịch lỏng

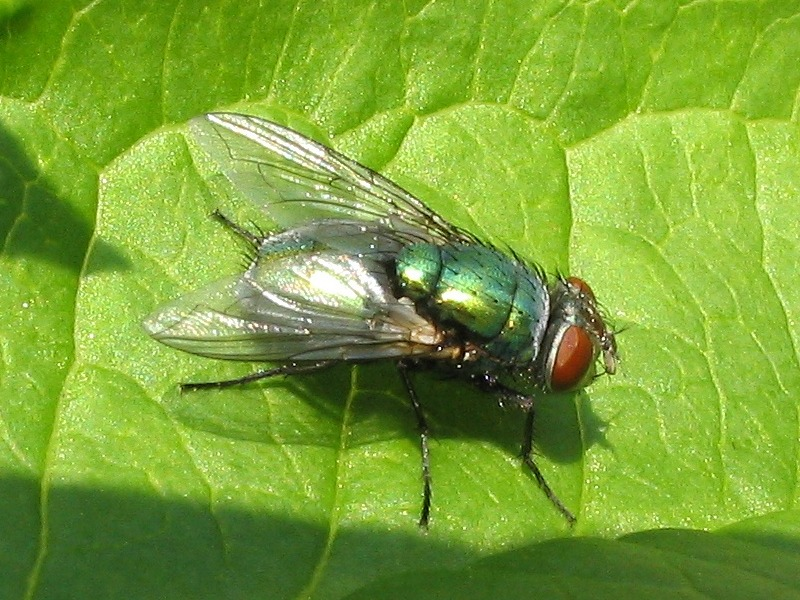
Một con nhặng xanh đang ăn

Động vật hút dịch lỏng (Liquivore) là hành vi ăn uống của các loài động vật thông qua việc hóa lỏng thực phẩm mà chúng sử dụng các men (enzym) tiêu hóa. Ví dụ về các liquivores những con nhện và ruồi. Những con ruồi sử dụng một ống miệng để nôn tiêu hóa của chúng vào bữa ăn của chúng để chuyển đổi nó vào một dạng nước lỏng rồi sau đó hút lấy và tiêu hóa. Ruồi chèn vòi của nó mà nó có thể hút như của côn trùng. Nhện quấn tơ dày đặc quanh con mồi của chúng xung quanh trong mạng dày đặc và sau đó chờ cho nó nghẹt thở hoặc tiêm nọc độc cho chết. Con nhện sau đó cắn vào nạn nhân thông qua các bọc và bơm các enzyme tiêu hóa các nạn nhân và con nhện hút các loại nước ép ra khỏi bữa ăn của mình.